# Pseudopanurgus irregularis
Pseudopanurgus irregularis is een vliesvleugelig insect uit de familie Andrenidae. De wetenschappelijke naam van de soort is voor het eerst geldig gepubliceerd in 1922 door Cockerell.